# Montenegrói női kézilabda-bajnokság (első osztály)
A Prva Ženska Liga a legmagasabb osztályú montenegrói női kézilabda-bajnokság. A bajnokságot 2007 óta rendezik meg. Jelenleg kilenc csapat játszik a bajnokságban, a legeredményesebb klub, egyben a címvédő a Budućnost Podgorica.

## Kispályás bajnokságok
| Év   | 1. hely                                           | 2. hely                                           | 3. hely                                           |
| ---- | ------------------------------------------------- | ------------------------------------------------- | ------------------------------------------------- |
| 2007 | Budućnost Podgorica                               | ŽRK Podgorica                                     | ŽRK Nikšić                                        |
| 2008 | Budućnost Podgorica                               | ŽRK Podgorica                                     | ŽRK Nikšić                                        |
| 2009 | Budućnost Podgorica                               | ŽRK Podgorica                                     | ŽRK Nikšić                                        |
| 2010 | Budućnost Podgorica                               | Biseri Pljevlja                                   | Devetka Podgorica                                 |
| 2011 | Budućnost Podgorica                               | Biseri Pljevlja                                   | ŽRK Nikšić                                        |
| 2012 | Budućnost Podgorica                               | Biseri Pljevlja                                   | RK Gorica                                         |
| 2013 | Budućnost Podgorica                               | Biseri Pljevlja                                   | RK Berane                                         |
| 2014 | Budućnost Podgorica                               | ŽRK Danilovgrad                                   | ŽRK Nikšić                                        |
| 2015 | Budućnost Podgorica                               | ŽRK Danilovgrad                                   | ŽRK Levalea 2010                                  |
| 2016 | Budućnost Podgorica                               | ŽRK Danilovgrad                                   | ŽRK Levalea 2010                                  |
| 2017 | Budućnost Podgorica                               | ŽRK Danilovgrad                                   | ŽRK Levalea 2010                                  |
| 2018 | Budućnost Podgorica                               | ŽRK Levalea 2010                                  | Devetka Podgorica                                 |
| 2019 | Budućnost Podgorica                               | ŽRK Levalea 2010                                  | Devetka Podgorica                                 |
| 2020 | A koronavírus-járvány miatt nem avattak bajnokot. | A koronavírus-járvány miatt nem avattak bajnokot. | A koronavírus-járvány miatt nem avattak bajnokot. |
| 2021 | Budućnost Podgorica                               | ŽRK Levalea 2010                                  | Budućnost Podgorica 2                             |
| 2022 | Budućnost Podgorica                               | Rudar Pljevlja                                    | ŽRK Levalea 2010                                  |
| 2023 | Budućnost Podgorica                               | Rudar Pljevlja                                    | ŽRK Ulcinj                                        |
| 2024 | Budućnost Podgorica                               | Rudar Pljevlja                                    | ŽRK Tivat                                         |
| 2025 | Budućnost Podgorica                               | Rudar Pljevlja                                    | ŽRK Tivat                                         |

## Lásd még
- Montenegrói férfi kézilabda-bajnokság (első osztály)
- Jugoszláv női kézilabda-bajnokság (első osztály)